# Peter Lynds
Peter Lynds, né le 17 mai 1975, est un Néo-Zélandais qui a soudainement attiré l'attention des médias en 2003 avec la publication d'un article sur l'étude du temps, de la mécanique et des paradoxes de Zénon.
Lynds a été à l'université seulement pendant six mois. Sa carrière de physicien a commencé en 2001 avec l'envoi d'un article à la revue Foundations of Physics Letters intitulé Time and Classical Mechanics: Indeterminacy vs. Discontinuity. À ce moment, Lynds n'était pas affilié avec une université et il a simplement soumis son adresse personnelle, à Wellington. 
Lynds s'est fait connaître à la suite d'un article de presse  relayé par la suite par le site Web de nouvelles scientifiques Eurekalert.org le 31 juillet 2003 . Tant le sujet de l'article de Lynds que la manière que celui-ci s'est fait connaître par des médias ont été sujets à controverse. Un article du Guardian du 14 août 2003 relate cette controverse. 
Les travaux de Lynds tournent autour de l'idée du temps, quelque chose qui, dit-il, l'a intéressé sa vie durant. La principale conclusion de ses travaux de physique est qu'il y a une différence nécessaire de toute longueur physique à un temps donné, pour sa continuité dans le temps. Plus spécifiquement, il n'y a pas d'instant précis dans le mouvement, et comme sa position change constamment dans le temps, et ainsi n'est jamais déterminée, il n'y a pas, à aucun moment, de position relative déterminée. Lynds prétend que cela est la bonne résolution du paradoxe de Zénon - paradoxe considérant qu'un objet en mouvement a une position relative déterminé à tout moment dans le temps, faisant ainsi des mouvements du corps statique à ce moment et permettant cette situation impossible d'où le paradoxe est dérivé. Une conséquence possible de cette conclusion est qu'il n'y a pas de position relative déterminée à un certain moment, ni vélocité, ni accélération, ni quantité de mouvement, ni masse, ni énergie, ni aucune mesure physique précisément déterminée dans le temps non plus.
D'autres conséquences des travaux de physique de Lynds sont que le temps ne s'écoule pas ou ne progresse pas; qu'en relation avec l'indétermination dans la mesure physique précise, le microscopique et le macroscopique sont inextriquablement liés et sont tous deux des parties de la même parcelle (plutôt que le premier soit seulement à la base et contribue au deuxième); que les chronons, les prétendus atomes du temps, ne sont pas compatibles avec une telle description physique; qu'il n'apparaît pas nécessaire pour le temps d'émerger ou de se figer à partir du Big Bang; et que la théorie du temps imaginaire de Stephen Hawking apparaît insignifiante, vu que l'ordre relatif des événements qui sont pertinents, non pas la direction du temps lui-même, vu que le temps ne va dans aucune direction. Conséquemment, il devient insignifiant pour l'ordre de la séquence des événements d'être imaginaire; ou, dans un certain sens, relatif à un autre événement.
Depuis la publication du premier article, Lynds a continué ses travaux sur la relation entre le temps et la conscience, la perception et les fonctions du cerveau. Sa conclusion la plus importante dans ce domaine est que ce qui semble être notre conception subjective innée du moment présent dans le temps, et le phénomène de la prise de conscience, sont en réalité une seule et même chose.